# 点鼻剤

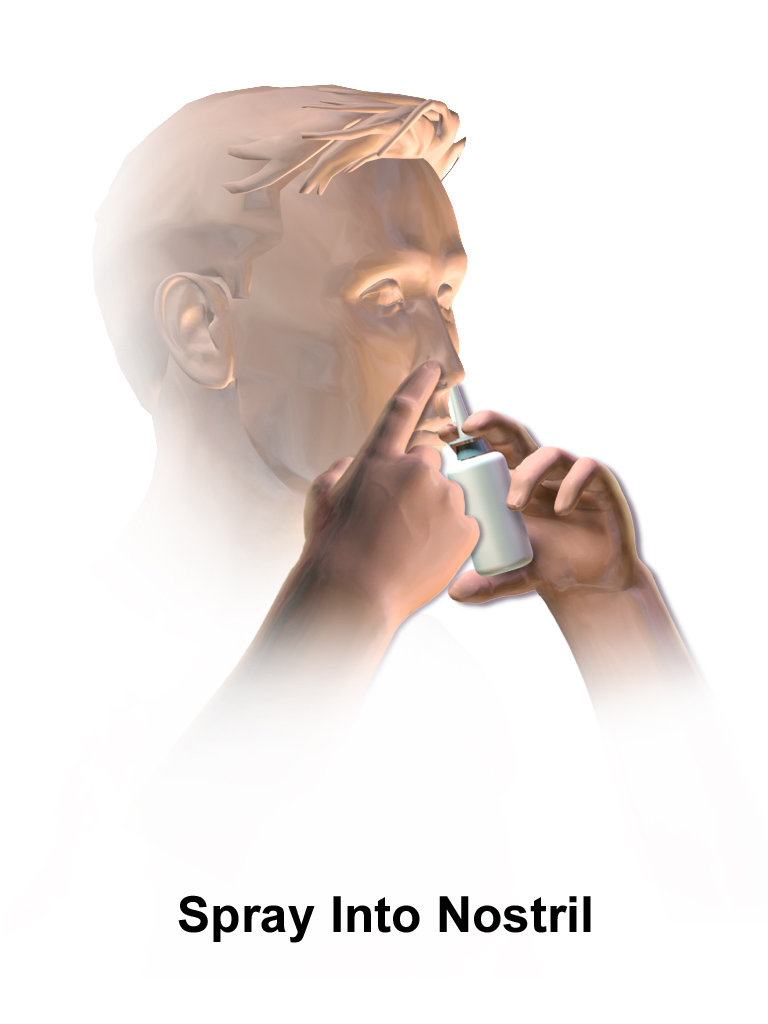
点鼻スプレーの使用イメージ

点鼻剤（てんびざい）あるいは点鼻薬（てんびやく）は、鼻腔や鼻粘膜に投与する薬剤で、点鼻粉末剤、点鼻液剤のほか、抗生物質のムピロシンカルシウム水和物（商標名「バクトロバン」）のような鼻腔用軟膏剤がある。処方箋などでは、点鼻スプレーを含む点鼻剤を「NDR」と略記することがある。一般用医薬品などとして急性鼻炎やアレルギー性鼻炎などに対し局所的に使用されるもののほか、高分子に対しても比較的高い透過性を持つことから、ペプチドなど高分子の医薬品を全身循環にのせる投与経路も研究されている。本項では、主に局所的に使用する外用薬について述べる。

## 点鼻粉末剤
鼻腔に投与する製剤で、有効成分を適度な微粉状とし、必要に応じて添加剤と混和する。通常は密閉容器を用いる。
ベクロメタゾンプロピオン酸エステル（販売名「リノコートパウダースプレー」）を例にとると、ヒドロキシプロピルセルロースを添加剤として粘膜付着性を高め、徐放性を持たせている。噴霧式の容器には60回分の粉末が充填され、使用するごとにカウンターが動き、残りの噴霧可能回数を表示する構造になっている。2010年に帝人ファーマより発売された本製品は、残量カウンターを搭載した点鼻剤としては世界初であった。

## 点鼻液剤
溶液や懸濁液で販売されるもののほか、使用時に溶解または懸濁する固形の薬剤がある。血管収縮薬のナファゾリン硝酸塩、抗アレルギー薬のクロモグリク酸ナトリウム、副腎皮質ステロイドのフルチカゾンプロピオン酸エステルなどが用いられる。これらは多回使用するため、ベンザルコニウム塩化物などの保存剤が加えられている。このほか、塩化ナトリウムやブドウ糖などの等張化剤、クエン酸やリン酸などのpH調整剤、カルメロースナトリウムやポリソルベート80などの懸濁化剤が添加されていることがある。

## 投与経路
鼻腔内の疾患に対し局所的に使用されるもののほか、鼻粘膜は高分子に対しても比較的高い薬剤透過性を持つことから、ペプチドやタンパク質などのバイオ医薬品の投与経路としても研究され、1980年代頃より複数のペプチド製剤が上市された。解剖学的に、鼻腔と脳を直接つなぐ「nose-to-brain経路」があることは古くから知られており、中枢神経系疾患の治療に用いるペプチド誘導体のドラッグデリバリー経路として盛んに研究が行われている。